# Толстой Михайло Володимирович
Михайло Володи́мирович Толсто́й (23 травня 1812 — 23 січня 1896) — граф, дійсний статський радник, російський письменник, історик церкви.
У 1834 році закінчив медичний факультет Московського університету, доктор медицини (1838).

## Праці
Його твір «Життя та чудеса святого Миколая Мірлікійського чудотворця» (1840) витримало 6 видань. Йому належить низка описів життя святих і російських сподвижників, а також святинь та давнини Новгорода, Старої Руси, Пскова, Ростова та інших міст.
Інші праці:
- Розповіді з історії російської церкви. — М, 1870. — 2-е издание
- історична розповідь «Володимир Сирнов»
- Патерик Свято-Троїцької Сергієвої Лаври. — М, 1892.

Публікувався в «Російському архіві», «Читаннях товариства любителів історії та давнини», «Богословскому віснику» та ін. виданнях.

### Сучасні видання
- Толстой М. В. Історія Російської Церкви. Розповіді з історії Російської Церкви = История Русской Церкви. Рассказы из истории Русской Церкви. — Спасо-Преображенський Валаамський Ставропігіальний монастир, 1991. — 736 с.

- Толстой М. В. Життя та чудеса Святого Миколая Чудотворця = Жизнь и чудеса Святого Николая Чудотворца. — «Путём зерна», «Альта-Принт», 2005. — С. 56. — ISBN 5-89717-002-9.